# Auguste Pinton
Pour les articles homonymes, voir Pinton.
 (janvier 2016).
Si vous disposez d'ouvrages ou d'articles de référence ou si vous connaissez des sites web de qualité traitant du thème abordé ici, merci de compléter l'article en donnant les références utiles à sa vérifiabilité et en les liant à la section « Notes et références ».
Auguste Pinton, né le 25 août 1901 à Lyon et mort le 22 août 1984 dans la même ville, est un homme politique français, sénateur. 

## Biographie

### Jeunesse et formation
Fils de canuts lyonnais peu fortunés. Il obtient le brevet supérieur qui lui permet d'être instituteur avec un premier poste à Charleville puis dans la région lyonnaise. Connu d'Édouard Herriot par ses parents, le maire lui porte intérêt et, pour lui permettre d'accéder à l'agrégation de lettres, il crée en faculté un cours spécial de latin qui lui permet d'obtenir un certificat d'études littéraires, nécessaire à l'époque pour accéder au concours d'agrégation. Et c'est ainsi qu'agrégé de lettres, il devient professeur d'histoire et géographie au lycée Ampère, plusieurs années avant la guerre, époque où il est élu, par ailleurs, conseiller municipal avec délégation au côté d'Herriot, qu'il considère comme son modèle politique.

### Carrière politique
Radical-socialiste, il est un précurseur de la Résistance et cofondateur de Franc-Tireur. 
Son action dans la Résistance est retracée dans quelques ouvrages[Lesquels ?] mais il convient de rappeler que c'est lui qui est chargé, par le commissaire de la République Yves Farge, de rétablir la légalité républicaine à l'hôtel de ville en septembre 1944. Aussi, avec ses collègues résistants, ils décident d'appeler au fauteuil de maire provisoire, Justin Godart, une personnalité de rassemblement. Mais, c'est Auguste Pinton qui, en qualité de premier adjoint, rétablit le fonctionnement normal des services municipaux dans l'attente du retour d'Édouard Herriot. 
À partir de 1946, comme élu du Rhône, il siège au Conseil de la République puis au Sénat au sein du groupe du rassemblement des gauches républicaines et de la Gauche démocratique. 
Les élections municipales de 1953, qui se déroulent avec scrutin proportionnel, panachage et vote préférentiel et dont le dépouillement dure quatre jours[réf. nécessaire], bouleversent complètement les anciens équilibres de forces et Pinton perd son siège de premier adjoint.  
De janvier 1956 à mai 1957, il fait partie du gouvernement Guy Mollet comme secrétaire d'État aux Travaux publics, au Transports et au Tourisme. 
En avril 1957, peu après la mort d'Édouard Herriot, Pinton est candidat à sa succession à la mairie de Lyon. Le Parti communiste local propose de voter pour lui à la condition qu'il renonce à son poste ministériel, mais il refuse et c'est Louis Pradel qui est élu. 
De 1965 à 1977, il est maire de la commune de Thizy, dans le nord du département du Rhône. À partir de 1972, il est membre du Mouvement de la gauche radicale-socialiste qui devient très vite le Mouvement des radicaux de gauche. 
En septembre 1977, il ne sollicite pas le renouvellement de son mandat sénatorial. Il abandonne à la même époque la présidence de la fédération du Mouvement des radicaux de gauche dans le Rhône, mais conserve celle du Cercle Édouard Herriot, où est perpétuée la mémoire de celui qui avait été son professeur de latin.

### Actions
Sa destinée municipale contrariée à Lyon, c'est au Sénat et dans les ministères que Pinton exerce les plus hautes fonctions. Mais il n'en contribue pas moins, ou tente de contribuer activement au développement de l'agglomération lyonnaise avec des fortunes diverses.
Alors qu'il est au gouvernement, il fait étudier une antenne ferroviaire « Tassin - zone de Brindas - Chaponost », en vue d'une urbanisation, pour une fois rationnelle, de ce secteur. Ce projet est stoppé pour des considérations locales.
Même échec pour la ZUP de Vernaison, cependant déclarée d'intérêt public et dont l'architecte particulièrement éminent, Eugène Beaudouin, est déjà choisi, mais le projet est finalement détourné sur les Minguettes.
Il tente de mettre sur pied un projet sur la zone touristique de Miribel-Jonage, mais les capitaux ne seront pas dégagés.
Par contre, au niveau de l'urbanisation lyonnaise, son succès est incontestable. Président de la Société anonyme de construction de la ville de Lyon (SACVL) au décès du président Herriot, il poursuit l’œuvre que celui-ci avait lancée. Ainsi, entre 1954 et fin 1959, cinq mille logements sociaux sont construits ou mis en chantier. En 1956, il crée la Fédération nationale des sociétés d’économie mixte dont il est le premier président.

### Fin de vie

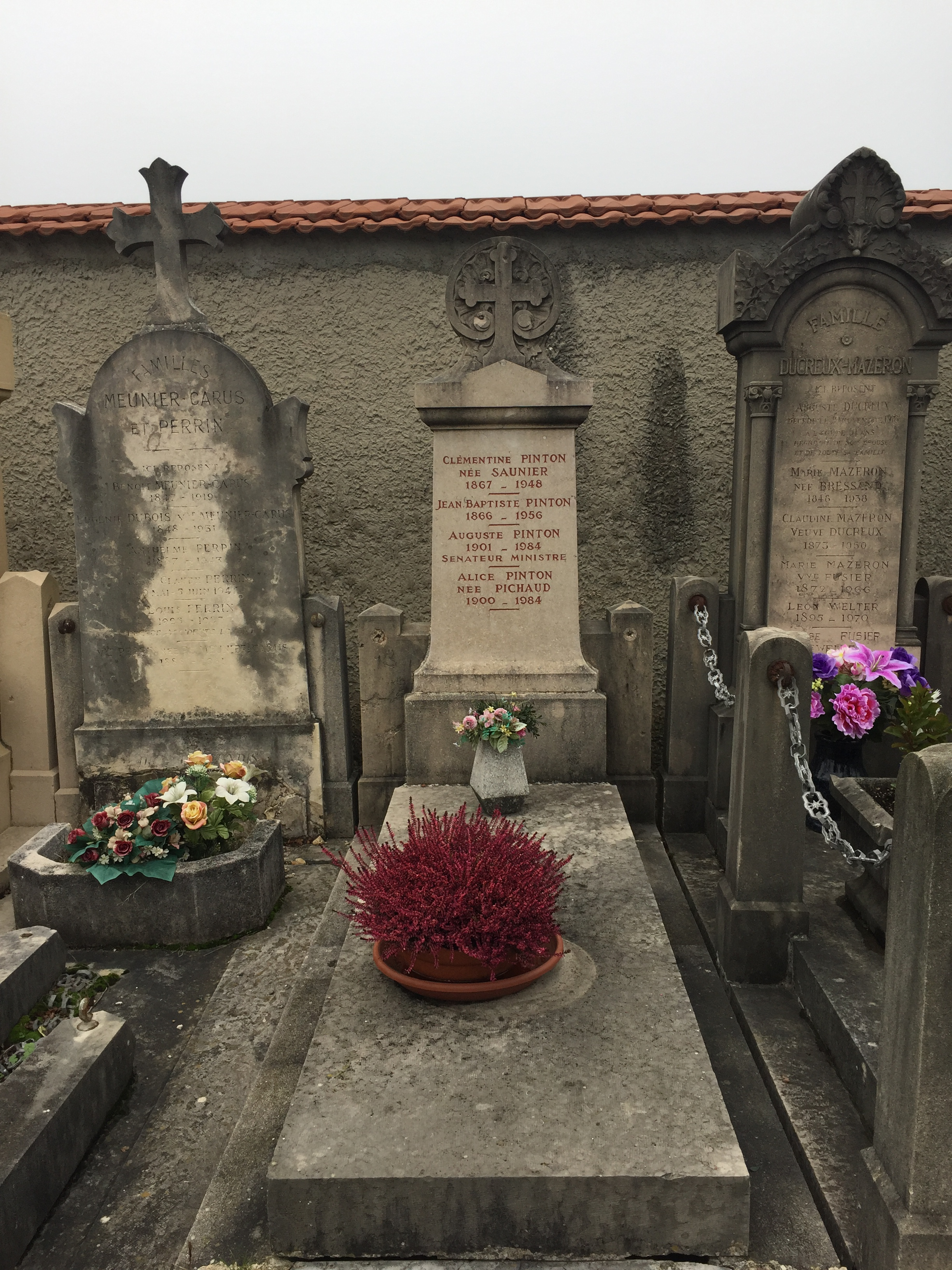
Sépulture d'Auguste Pinton en 2016

Auguste Pinton meurt à Lyon en août 1984. Le préfet de région, Olivier Philip lui rend un vibrant hommage lors de ses funérailles. La presse lyonnaise salue alors en lui un « grand résistant » et « un homme qui a toujours su garder sa fidélité à la famille de la gauche humaniste et libérale ». 
Il est inhumé au cimetière de la Croix-Rousse dans le 4e arrondissement de Lyon aux côtés de ses parents et de son épouse (décédée en 1984). Sa sépulture se trouve dans le nouveau cimetière contre le mur A2-18, dans la même allée que Louise Janssen et Philippe Krauss. 

## Détail des mandats et des fonctions

### Mandats parlementaires
Mandats parlementaires
- 8 décembre 1946 - 7 novembre 1948 : Conseiller de la République (IVème République / Conseil de la république)
- 7 novembre 1948 - 18 mai 1952 : Conseiller de la République (IVème République / Conseil de la république)
- 18 mai 1952 - 8 juin 1958 : Conseiller de la République (IVème République / Conseil de la république)
- 8 juin 1958 - 26 avril 1959 : Conseiller de la République (IVème République / Conseil de la république)
- 26 avril 1959 - 22 septembre 1968 : Sénateur du Rhône (Vème République)
- 22 septembre 1968 - 2 octobre 1977 : Sénateur du Rhône (Vème République)

### Mandats locaux
- Maire de Thizy (Rhône) de 1965 à 1977
- Premier adjoint au maire de Lyon de 1944 à 1953
- Conseiller municipal de Lyon de 1935 à 1940 et de 1944 à 1964

### Fonctions gouvernementales et internationales
- 1er février 1956 - 21 mai 1957 : Secrétaire d'État aux Travaux publics, au Transports et au Tourisme (Gouvernement Guy Mollet)[4]

- Membre de l'Assemblée consultative du Conseil de l'Europe.

## Distinctions et honneurs

### Décorations
- Officier de la Légion d'honneur
- Croix de guerre 1939-1945
- Médaille de la Résistance française par décret du 25 avril 1945[5]
- Médaille d'honneur des transports routiers, échelon vermeil, de droit en tant qu'ancien ministre des travaux publics, des transports et du tourisme[6].

### Honneurs
- Dans le 8e arrondissement de Lyon, une rue ainsi qu'une source d'eau sont nommées en sa mémoire[7],[8].